# FK Khimik-Arsenal Novomoskovsk
Maillots
Le Khimik-Arsenal Novomoskovsk (russe : «Химик-Арсенал» Новомосковск) est un club de football russe fondé en 1954 et basé à Novomoskovsk.

## Histoire
Fondé en 1954 sous le nom Chakhtior, le club intègre directement la deuxième division soviétique la même année, finissant dixième de la deuxième zone et atteignant dans le même temps les seizièmes de finale de la Coupe d'Union soviétique. Finissant onzième de la zone 1 l'année suivante, l'équipe connaît par la suite une période relativement positive le voyant terminer systématiquement entre la troisième et la neuvième place entre 1956 et 1962. Ce laps de temps la voit par ailleurs prendre brièvement le nom Troud en 1958 avant de revenir à son appellation initiale puis de devenir finalement le Khimik à partir de 1961, nom qu'elle conserve par la suite. Cette dernière année voit par ailleurs le club atteindre les quarts de finale de la coupe nationale, constituant de loin sa meilleure performance dans la compétition.
Bien que finissant huitième du premier groupe de la RSFS de Russie en 1962, la réorganisation du championnat soviétique voit le club être replacé au sein de la troisième division, où il continue tout de même sur sa bonne lancée jusqu'à une treizième place en 1968. Après avoir terminé troisième du deuxième groupe de la RSFS de Russie l'année suivante, le Khimik subit une nouvelle relégation administrative au sein de la quatrième division. Celle-ci ne dure cependant qu'une année et il retrouve le troisième échelon dès 1971. Les années qui suivent sont cependant bien plus difficiles, l'équipe n'arrivant cette plus à dépasser la treizième place du classement, une situation qui aboutit en 1979 à une vingt-quatrième place dans la troisième zone et une relégation au niveau amateur. Le club est par la suite dissout et n'évolue plus qu'à l'échelle locale.
Après la dissolution de l'Union soviétique en 1991, le club, renommé Don, est refondé et intégré au sein de la troisième division russe lors de la saison 1993, finissant dernier de la troisième zone et relégué en quatrième division. Atteignant la cinquième place de la troisième zone l'année suivante, il remporte aisément celle-ci en 1995 en terminant largement premier du groupe, accumulant pas moins de 111 points en 44 matchs. Il fait ainsi son retour au troisième échelon en 1996 et y évolue jusqu'à sa relégation à l'issue de la saison 2007, enchaînant bonnes et mauvaises périodes au sein du groupe avant de finir seizième et dernier lors de sa dernière saison.
Intégré par la suite au sein du groupe Tchernozem, le Khimik termine dixième en 2008 puis se retire l'année suivante. Il reprend du service dès 2010 et s'impose cette fois comme un prétendant récurrent à la montée, enchaînant quatre podiums d'affilée entre 2010 et 2013. Après deux années décevants en 2014 et 2015, le club termine à nouveau deuxième en 2016 et parvient cette fois à obtenir une licence professionnelle lui permettant de retrouver la troisième division lors de la saison 2017-2018. Il devient un club-école de l'Arsenal Toula en juin 2019, prenant dans la foulée le nom Khimik-Arsenal.
Durant l'été 2021, le club est relocalisé à Toula où il sert de base à la refondation de l'Arsenal-2 Toula.

## Bilan sportif

### Palmarès
| Période russe | Période soviétique |
| - Coupe de Russie - Trente-deuxièmes de finale : 1995 et 1999. - Championnat de Russie de D4 - Vainqueur de groupe : 1995. | - Coupe d'Union soviétique - Quarts de finale : 1961. - Championnat d'Union soviétique de D2 - Troisième : 1960. - Championnat d'Union soviétique de D3 - Troisième : 1969. |

### Classements en championnat
La frise ci-dessous résume les classements successifs du club en championnat d'Union soviétique.
La frise ci-dessous résume les classements successifs du club en championnat de Russie.

### Bilan par saison
Légende
- Promotion en division supérieure
- Relégation en division inférieure

#### Période soviétique
| Saison    | Championnat  | Championnat  | Championnat  | Championnat  | Championnat  | Championnat  | Championnat  | Championnat  | Championnat  | Championnat  | Coupe d'URSS          |
| Saison    | Division     | Pos          | Pts          | J            | V            | N            | D            | BP           | BC           | Diff         | Coupe d'URSS          |
| --------- | ------------ | ------------ | ------------ | ------------ | ------------ | ------------ | ------------ | ------------ | ------------ | ------------ | --------------------- |
| 1954      | 2e Zone 2    | 10e          | 15           | 22           | 6            | 3            | 13           | 22           | 31           | -9           | Seizièmes de finale   |
| 1955      | 2e Zone 1    | 11e          | 29           | 30           | 10           | 9            | 11           | 34           | 38           | -4           | 32es de finale Q      |
| 1956      | 2e Zone 1    | 4e           | 44           | 34           | 19           | 6            | 9            | 56           | 36           | +20          | —                     |
| 1957      | 2e Zone 2    | 9e           | 37           | 34           | 15           | 7            | 12           | 53           | 47           | +6           | Demi-finales Q        |
| 1958      | 2e Zone 2    | 4e           | 36           | 30           | 16           | 4            | 10           | 37           | 36           | +1           | Huitièmes de finale Q |
| 1959      | 2e Zone 2    | 8e           | 29           | 28           | 9            | 11           | 8            | 24           | 23           | +1           | —                     |
| 1960      | 2e Russie 1  | 3e           | 39           | 30           | 16           | 7            | 7            | 51           | 32           | +19          | Quarts de finale Q    |
| 1961      | 2e Russie 1  | 5e           | 31           | 24           | 14           | 3            | 7            | 35           | 17           | +18          | Quarts de finale      |
| 1962      | 2e Russie 1  | 8e           | 31           | 32           | 10           | 11           | 11           | 40           | 31           | +9           | Huitièmes de finale Q |
| 1963      | 3e Russie 2  | 3e           | 40           | 32           | 16           | 8            | 8            | 40           | 29           | +11          | Huitièmes de finale Q |
| 1964      | 3e Russie 1  | 5e           | 37           | 32           | 12           | 13           | 7            | 47           | 37           | +10          | Seizièmes de finale Q |
| 1965      | 3e Russie 1  | 8e           | 37           | 34           | 13           | 11           | 10           | 43           | 36           | +7           | —                     |
| 1966      | 3e Russie 1  | 8e           | 32           | 32           | 11           | 10           | 11           | 27           | 25           | +2           | Demi-finales Q        |
| 1967      | 3e Russie 1  | 8e           | 37           | 34           | 14           | 9            | 11           | 29           | 28           | +1           | Huitièmes de finale Q |
| 1968      | 3e Russie 1  | 13e          | 35           | 38           | 12           | 11           | 15           | 46           | 40           | +6           | Quarts de finale Q    |
| 1969      | 3e Russie 2  | 3e           | 48           | 34           | 21           | 6            | 7            | 54           | 24           | +30          | —                     |
| 1970      | 4e Russie 2  | 2e           | 49           | 34           | 21           | 7            | 6            | 56           | 25           | +31          | —                     |
| 1971      | 3e Zone 4    | 19e          | 30           | 38           | 9            | 12           | 17           | 27           | 48           | -21          | —                     |
| 1972      | 3e Zone 3    | 15e          | 29           | 36           | 9            | 11           | 16           | 33           | 47           | -14          | —                     |
| 1973      | 3e Zone 3    | 14e          | 24           | 34           | 11           | 5            | 18           | 32           | 50           | -18          | —                     |
| 1974      | 3e Zone 3    | 18e          | 23           | 38           | 10           | 3            | 25           | 37           | 63           | -26          | —                     |
| 1975      | 3e Zone 3    | 13e          | 32           | 38           | 12           | 8            | 18           | 44           | 59           | -15          | —                     |
| 1976      | 3e Zone 3    | 15e          | 38           | 40           | 12           | 14           | 14           | 39           | 52           | -13          | —                     |
| 1977      | 3e Zone 1    | 15e          | 33           | 40           | 14           | 5            | 21           | 31           | 57           | -16          | —                     |
| 1978      | 3e Zone 3    | 19e          | 39           | 46           | 15           | 9            | 22           | 44           | 61           | -17          | —                     |
| 1979      | 3e Zone 3    | 24e          | 31           | 48           | 11           | 9            | 28           | 43           | 87           | -44          | —                     |
| 1980-1992 | Club inactif | Club inactif | Club inactif | Club inactif | Club inactif | Club inactif | Club inactif | Club inactif | Club inactif | Club inactif | Club inactif          |

#### Période russe
| Saison    | Championnat   | Championnat  | Championnat  | Championnat  | Championnat  | Championnat  | Championnat  | Championnat  | Championnat  | Championnat  | Coupe de Russie |
| Saison    | Division      | Pos          | Pts          | J            | V            | N            | D            | BP           | BC           | Diff         | Coupe de Russie |
| --------- | ------------- | ------------ | ------------ | ------------ | ------------ | ------------ | ------------ | ------------ | ------------ | ------------ | --------------- |
| 1993      | 3e Zone 3     | 18e          | 18           | 34           | 5            | 8            | 21           | 36           | 75           | -39          | —               |
| 1994      | 4e Zone 3     | 5e           | 64           | 46           | 27           | 10           | 9            | 70           | 31           | +39          | —               |
| 1995      | 4e Zone 3     | 1er          | 111          | 44           | 36           | 3            | 5            | 84           | 19           | +65          | —               |
| 1996      | 3e Centre     | 7e           | 78           | 42           | 24           | 6            | 12           | 60           | 31           | +29          | 32es de finale  |
| 1997      | 3e Centre     | 8e           | 61           | 40           | 17           | 10           | 13           | 46           | 45           | +1           | 256es de finale |
| 1998      | 3e Centre     | 7e           | 64           | 40           | 18           | 10           | 12           | 46           | 40           | +6           | 128es de finale |
| 1999      | 3e Centre     | 13e          | 42           | 36           | 12           | 6            | 18           | 31           | 44           | -13          | 64es de finale  |
| 2000      | 3e Centre     | 16e          | 42           | 38           | 9            | 15           | 14           | 27           | 38           | -11          | 32es de finale  |
| 2001      | 3e Centre     | 20e          | 23           | 38           | 6            | 6            | 26           | 16           | 67           | -51          | 128es de finale |
| 2002      | 3e Centre     | 8e           | 53           | 38           | 14           | 11           | 13           | 42           | 36           | +6           | 256es de finale |
| 2003      | 3e Centre     | 5e           | 64           | 36           | 19           | 7            | 10           | 50           | 47           | +3           | 256es de finale |
| 2004      | 3e Centre     | 16e          | 31           | 32           | 7            | 10           | 15           | 25           | 45           | -20          | 256es de finale |
| 2005      | 3e Centre     | 10e          | 46           | 34           | 13           | 7            | 14           | 39           | 46           | -7           | 128es de finale |
| 2006      | 3e Centre     | 9e           | 46           | 30           | 12           | 10           | 12           | 41           | 46           | -5           | 256es de finale |
| 2007      | 3e Centre     | 16e          | 17           | 30           | 4            | 5            | 21           | 16           | 61           | -45          | 256es de finale |
| 2008      | 4e Tchernozem | 10e          | 45           | 34           | 11           | 12           | 11           | 49           | 62           | -13          | 256es de finale |
| 2009      | Club inactif  | Club inactif | Club inactif | Club inactif | Club inactif | Club inactif | Club inactif | Club inactif | Club inactif | Club inactif | Club inactif    |
| 2010      | 4e Tchernozem | 2e           | 55           | 22           | 17           | 4            | 1            | 41           | 10           | +31          | —               |
| 2011-2012 | 4e Tchernozem | 2e           | 91           | 42           | 29           | 4            | 9            | 75           | 33           | +42          | 256es de finale |
| 2012-2013 | 4e Tchernozem | 3e           | 64           | 28           | 20           | 4            | 4            | 65           | 20           | +45          | —               |
| 2013      | 4e Tchernozem | 2e           | 33           | 13           | 10           | 3            | 0            | 33           | 5            | +28          | 256es de finale |
| 2014      | 4e Tchernozem | 6e           | 39           | 26           | 11           | 6            | 9            | 34           | 30           | +4           | —               |
| 2015      | 4e Tchernozem | 7e           | 31           | 22           | 8            | 7            | 7            | 28           | 25           | +3           | —               |
| 2016      | 4e Tchernozem | 2e           | 39           | 20           | 12           | 3            | 5            | 37           | 21           | +16          | —               |
| 2017-2018 | 3e Centre     | 11e          | 31           | 26           | 9            | 4            | 13           | 31           | 35           | -4           | 128es de finale |
| 2018-2019 | 3e Centre     | 7e           | 32           | 26           | 9            | 5            | 12           | 24           | 33           | -9           | 128es de finale |
| 2019-2020 | 3e Centre     | 5e           | 26           | 17           | 7            | 5            | 5            | 27           | 20           | +7           | —               |
| 2020-2021 | 3e Groupe 3   | 8e           | 43           | 30           | 11           | 10           | 9            | 45           | 41           | +4           | —               |

## Entraîneurs
La liste suivante présente les différents entraîneurs du club depuis 1954.
- Iouri Khodotov (1954-1955)
- Viktor Novikov (1956-1957)
- Ivan Iakouchkine (1958-1959)
- Alekseï Vodiaguine (1960-août 1962)
- Veniamine Krylov (1963)
- Mikhaïl Tchourkine (1964-1965)
- Mikhaïl Antonevitch (1967-1970)
- Iouri Lioudnitski (1971-1973)
- Anatoli Kochtcheïev (1975)
- Anatoli Arkhipov (1976-1977)
- Boris Tatushin (1978-1979)
- Vladimir Beloussov (1984-1986)
- Anatoli Kochtcheïev (1993)
- Leonid Lipovoï (1994-1996)
- Igor Soloviov (1998)
- Aleksandr Arkhipov (2000)
- Viktor Zviaguine (2001)
- Anatoli Olkhovik (2001)
- Aleksandr Arkhipov (janvier 2002-juin 2002)
- Vladimir Volkov (juin 2002-juillet 2002)
- Viatcheslav Ledovskikh (juillet 2002-décembre 2002)
- Viatcheslav Ledovskikh (2004)
- Iouri Moïsseïev (en) (2005)
- Valeri Tretiakov (2006-septembre 2007)
- Vladimir Volkov (2010-mars 2014)
- Roman Titov (2014-2018)
- Igor Semchov (juillet 2018-novembre 2018)
- Roman Titov (novembre 2018-juin 2019)
- Sergueï Podpaly (juillet 2019-juillet 2020)
- Andreï Piatnitski (août 2020-janvier 2021)
- Sergueï Podpaly (janvier 2021-juillet 2021)

## Identité visuelle

Ancien logo.
Logo actuel.